# 羽川義稙
羽川 義植（はねかわ よしたね）は、安土桃山時代の武将。秋田氏の家臣。富豪や旅人を襲って財をなした盗賊武将として悪名が高い。

## 略歴
羽川氏は由利十二頭の一角。出羽国由利地方羽川地区を所領としていた。
第三次湊騒動では秋田実季につき、豊島重氏を討った功により豊島城主となる。赤尾津九郎の計略により戸沢氏領・大曲の攻略に失敗、留守中の居城を赤尾津氏に落とされ滅亡した。

## 逸話
- 秋田、矢島、戸沢、仙北といった他領に攻め入っては一般の住民や旅人から財産を奪っていた。
- 戦いに破れ、船で落ち延びて羽川地区に漂着した畠山義則の部下を助命し配下にした。
- 周辺の土地を荒らし回った盗賊武将でありながら、他領である神宮寺八幡宮に「悪賊州県を討つ」との願文を奉納し、領主である小野寺義道を激怒させている。